# Narcine leoparda
Espèce
Statut de conservation UICN

VUA2bd : Vulnérable
Narcine leoparda est une espèce de raies en forme de torpille de la famille des Narcinidae. Elle se rencontre au large des côtes de la Colombie et de l’Équateur.

## Répartition
Cette raie se rencontre dans l’Pacifique est-central depuis les côtes du centre de la Colombie jusqu'à celle du centre de l’Équateur. C'est une espèce benthique qui fréquente les eaux peu profondes sur le plateau continental jusqu’à 35 m de profondeur.

## Description
Narcine leoparda peut mesurer jusqu'à 33 cm de longueur totale,.
Sa face dorsale est brun, couleur rouille ou brun violacé, parsemée de taches blanches. Sa face ventrale est uniformément blanc crème mais peut être brunâtre sur la partie postérieur du disque ou les bords des nageoires pelviennes.

## Statut de conservation
L’espèce est catégorisée dans le statut « Vulnérable » (VU) par l’UICN,.

## Systématique
Le nom valide complet (avec auteur) de ce taxon est Narcine leoparda de Carvalho (d), 2001,.

### Étymologie
Son épithète spécifique, dérivé du latin leopardus, « léopard », fait référence à sa coloration dorsale.

### Publication originale
- (en) Marcelo R. de Carvalho, « A new species of electric ray, Narcine leoparda, from the tropical eastern Pacific Ocean (Chondrichthyes: Torpediniformes: Narcinidae) », Proceedings of the Biological Society of Washington, Washington, Biological Society of Washington (d), vol. 114, no 3,‎ 2001, p. 561-573 (ISSN 0006-324X et 1943-6327, OCLC 1536434, lire en ligne).